# Parangitia subrufescens
Parangitia subrufescens là một loài bướm đêm trong họ Noctuidae.